# 愛情靈藥
《愛情靈藥》（義大利語：L'elisir d'amore）是意大利著名歌劇作曲家葛塔諾·多尼采蒂成名以前的作品，在1832年5月12日於米蘭演出。又译《爱的甘醇》。

## 歷史
此劇是葛塔諾·多尼采蒂的作品中上演得最頻密的其中一齣。

## 角色
| 角色                              | 聲音類型 | 初演陣容              |
| --------------------------------- | -------- | --------------------- |
| Nemorino, 一名愛上Adina的普通農人 | 男高音   | Gianbattista Genero   |
| Adina, 一名富有的女地主           | 女高音   | Sabine Heinefetter    |
| Belcore, 一名中士                 | 男中音   | Henri-Bernard Dabadie |
| Dulcamara醫生，一名四處雲遊的騙子 | 男低音   | Giuseppe Frezzolini   |
| Giannetta, 一名農家女             | 女高音   |                       |
| 一排隸屬Belcore的普通軍人         |          |                       |

## 著名唱段
- Quanto è bella, quanto è cara (她是多麼的美麗) - Nemorino (第一幕，第一場)
- Come Paride vezzoso (就像迷人的帕里斯坦) - Belcore (第一幕，第一場)
- Della crudele Isotta (屬於冷酷的伊索爾德) - Adina (第一幕，第一場)
- Udite, udite, o rustici (注意，注意，啊，農人們!) - Dulcamara醫生 (第一幕，第二場)
- Prendi, per me sei libero (拿去，我已使你自由) - Adina (第二幕，第二場)
- Una furtiva lagrima (一顆偷偷落下的眼淚) - Nemorino (第二幕，第二場)

## 劇情大概
故事地點:巴斯克地區一個小村莊
發生時間:十九世紀

### 第一幕

《愛情靈藥》劇本的封面。

烈日高照的正午，工作過後的農人們又熱又累。當他們躺在樹下休息時，Nemorino唱出名唱段「她是多麼的美麗」，獨自抒發他對Adina的愛意和苦戀的無奈。在他自抒苦歎時，眾農人們醒來了。
這時，Adina就和農人們講述一本故事書的情節，這吸引了他們的注意力。當然，也包括了Nemorino的。它是講述英俊的特里斯坦追求冷酷的伊索爾德的愛情故事：在絕望之中，由於魔法師給了一劑愛情靈藥予特里斯坦，他喝了這藥，成功得到了伊索爾德的心。
這個故事，為苦戀Adina的Nemorino燃起了希望。在她講完故事後，人們都對它表示由衷的讚賞。而Adina就隨手把這書抛去了，Nemorino滿心歡喜地得到了它。
當眾人要返回崗位的時候，一名中士帶著一排軍隊來了。這名叫Belcore的中士見到Adina的美貌，大是心儀，便當眾向她表白，又自誇其優秀條件，以圖打動Adina的心。Nemorino見此，十分惱火，但又無可奈何。幸而，Adina對Belcore中士的愛情不置可否，令Nemorino暗暗欣喜，卻使Belcore中士大為焦急。面對Belcore中士的求婚，Adina只是拖延著，內心對他不甚以為然。Belcore中士唯有向Adina借她的廣場作為其軍隊作夜宿之處。
眾人走後，Nemorino終於忍不住，向Adina坦承心意，但Adina卻叫Nemorino去陪伴其富有而病重的叔叔，但Nemorino又如何捨得？Adina叫他不要愛她，因為他不可能得到極愛自由的她；她就如無定的清風一樣，Nemorino對此無動於衷，仍然傾心於Adina，並表示其對她至死不渝的愛。Adina建議他每日都換一個情人以保持心靈的自由，但Nemorino卻說他只會專情於她一個。Adina無法打消Nemorino的執著，便走了。
一陣雄壯的音樂響起，眾人見到了一列華麗的車隊，便猜測著是哪一個顯貴在出遊。從馬車出來的，是一個醫生，也就是Dulcamara，一個雲遊四海的騙子。他向鄉人們兜售聲稱是「萬能」的藥物，價錢頗為便宜。鬧了一陣，當Dulcamara醫生快要走時，Nemorino走了過來。他問他有沒有故事書中的「愛情靈藥」賣，而這騙子當然說有。在Nemorino就用了他全部的錢――一個金幣，買了一瓶廉價的紅酒。當Nimorino滿心歡喜時，那Dulcamara醫生則暗地譏笑他是所有被騙者之中最笨最傻的。Nemorino向他請教「靈藥」的用法，這騙子信口胡吹了一些，並說藥效要在一整天後才會發作，其實是為了讓自己有足夠的時間遠走他方。然後，他要Nemorino不要將此事說出去，又說藥效發作時，全世界的女人都會愛上他，但Nemorino承諾只為Adina而喝。
Dulcamara醫生走後，Nemorino急不及待地喝了這劑「靈藥」，又快樂地哼起歌來。這時，Adina看見了他，他也看見了Adina。但他自恃有「靈藥」之效，便自顧自地哼歌。Adina見他如此冷淡，便惱火起來，又借故取笑他一下。但Nemorino卻以為是Adina在取笑他的痛苦，不過自恃有「靈藥」，便不理會她的反應，這令Adina很生氣。這時Belcore中士走了過來，向Adina求婚，Adina一氣之下便答應了他，以報復Nemorino。可是，Nemorino仍恃「靈藥」之效，對此並不理會，又對Adina終會後悔而感到欣喜。Adina更生氣了，便和Belcore中士一起走了。
不久，Belcore中士接到訊息，使他不能在這村莊多留一日。婚期本來訂為六日之後，這時就要提早至今晚了。即使Nemorino要求Adina將之推遲，但當然無效了，只剩下他一人在傷心苦惱。

### 第二幕

#### 第一景 阿蒂娜的农庄里
在Adina结婚前的庆祝宴会上，她和Dulcamara医生分别假扮成「渡船女郎」和「老市议员」，表演了一段逗趣的对口二重唱（二重唱：我有钱，妳有美丽，咱俩凑一对吧）。
随后愁容满面的Nemorino上场，他央求Dulcamara医生再提供一些药效更快的灵药，但是Nemorino却已身无分文。适巧军官Belcore遇见在一旁沮丧的Nemorino，他怂恿Nemorino加入军队，如此一来就可以得到一笔金钱；Nemorino虽有些不愿，但是为了爱情，也只好簽下军队卖身契。（二重唱）

#### 第二景 农庄广场
广场上一群村姑们七嘴八舌地在谈论Nemorino，原因是她们听说Nemorino有一位富有的伯父过世了，身后留下一大笔遗产给Nemorino─这也就是说：Nemorino是一位百万富翁了！每一位女孩都想巴结Nemorino、甚至想嫁给他，当一位少奶奶。　　
随后Nemorino也上场了，他因为喝多了Dulcamara医生卖给他的「爱情灵药」，而有点醉醺醺的，对于伯父过世的事情，Nemorino并不知情，他只把围绕在他身边的女孩们当成是药效发挥的结果；随后登场的Adina和Dulcamara医生看到姑娘们对于Nemorino的热情表现，也大感吃惊！稍后Dulcamara医生也向阿蒂娜解释了事情原委，Adina才知Nemorino为了她做了这么大的牺牲，甚至还卖身给军队，不禁大受感动而流下了眼泪。Nemorino在一旁见到此景，感叹自己虽然失去了做平常百姓的自由（因为第二天就要随军队离去），但是Adina为他流下的眼泪，让他死也无憾！（咏叹调：一滴美妙的爱情眼泪）　　
Adina回来时，手上拿着一份文件，那正是Nemorino的卖身契；她从Belcore那里赎回这份合约，并且交还给Nemorino，从此还他自由之身，同时Adina也向这位先前她还有点不屑的傻大个儿，表达了自己深深的爱意。Belcore上场时看见Adina与Nemorino的亲蜜拥抱，虽有不满，但随后又表示「天涯何处无芳草」。Nemorino眼见自己的爱情终于有了圆满的结局，也大大感谢一旁的Dulcamara医生，而这位「江湖郎中」还免不了吹虚一番他的灵药多么有效，又引起了村民们的抢购。最后则在村民们的欢送之下，Dulcamara医生载着满满的荷包，欢欢喜喜地离去，只有Belcore暗自诅咒Dulcamara医生的马车会翻车！